# Liga de Básquetbol Estatal de Chihuahua 2021
La Liga de Básquetbol Estatal de Chihuahua 2021 se refiere al certamen de la Liga Estatal de Básquetbol de Chihuahua celebrado entre el 11 de marzo de 2021 y el 11 de mayo de 2021. 
La temporada 2021 se redujo a seis equipos –cuatro menos que en 2020-, fue en modo “burbuja” en una sola sede –Gimnasio MBA- y sólo se permitió un aforo del 30%, alrededor de 2,800 aficionados.

## Sistema de competición
Se sigue un sistema de liga, los seis equipos se enfrentarán todos contra todos en dos ocasiones, una en campo propio y otra en campo contrario, sumando un total de 10 jornadas.

## Equipos
| Liga de Básquetbol Estatal de Chihuahua 2021 |                          |
| Equipo                                       | Ciudad                   |
| Centauros de Chihuahua                       | Chihuahua, Chihuahua     |
| Dorados Capital                              | Chihuahua, Chihuahua     |
| Indios de Ciudad Juárez                      | Ciudad Juárez, Chihuahua |
| Potros de Casas Grandes                      | Casas Grandes, Chihuahua |
| Soles de Ojinaga                             | Ojinaga, Chihuahua       |
| Toros de Torreón                             | Torreón, Coahuila        |

## Temporada 2021

### Clasificación
|                                                                           | Equipo                  | JJ | JG | JP | PF   | PC   | DIF  | PTOS |
| ------------------------------------------------------------------------- | ----------------------- | -- | -- | -- | ---- | ---- | ---- | ---- |
| 1                                                                         | Dorados Capital         | 10 | 9  | 1  | 1057 | 936  | 121  | 19   |
| 2                                                                         | Centauros de Chihuahua  | 10 | 6  | 4  | 1011 | 953  | 58   | 16   |
| 3                                                                         | Soles de Ojinaga        | 10 | 6  | 4  | 1003 | 978  | 25   | 16   |
| 4                                                                         | Toros de Torreón        | 10 | 6  | 4  | 984  | 973  | 11   | 16   |
| 5                                                                         | Indios de Ciudad Juárez | 10 | 2  | 8  | 991  | 1058 | -67  | 12   |
| 6                                                                         | Potros de Casas Grandes | 10 | 1  | 9  | 983  | 1131 | -148 | 11   |
| Fuente: Liga de Básquetbol Estatal de Chihuahua; actualización automática |                         |    |    |    |      |      |      |      |

- Clasificado a Playoffs.

### Resultados
| Dorados Capital         | 103 - 99  | Indios de Ciudad Juárez | Gimnasio MBA | 11 de marzo |
| Potros de Casas Grandes | 101 - 104 | Toros de Torreón        | Gimnasio MBA | 12 de marzo |
| Centauros de Chihuahua  | 107 - 85  | Soles de Ojinaga        | Gimnasio MBA | 13 de marzo |

| Toros de Torreón       | 79 - 100 | Dorados Capital         | Gimnasio MBA | 13 de marzo |
| Soles de Ojinaga       | 107 - 93 | Indios de Ciudad Juárez | Gimnasio MBA | 14 de marzo |
| Centauros de Chihuahua | 113 - 92 | Potros de Casas Grandes | Gimnasio MBA | 14 de marzo |

| Dorados Capital         | 100 - 95  | Soles de Ojinaga        | Gimnasio MBA | 17 de marzo |
| Indios de Ciudad Juárez | 112 - 116 | Potros de Casas Grandes | Gimnasio MBA | 18 de marzo |
| Toros de Torreón        | 101 - 92  | Centauros de Chihuahua  | Gimnasio MBA | 19 de marzo |

| Potros de Casas Grandes | 103 - 119 | Soles de Ojinaga | Gimnasio MBA | 20 de marzo |
| Centauros de Chihuahua  | 81 - 100  | Dorados Capital  | Gimnasio MBA | 20 de marzo |
| Indios de Ciudad Juárez | 79 - 91   | Toros de Torreón | Gimnasio MBA | 21 de marzo |

| Dorados Capital        | 125 - 104 | Potros de Casas Grandes | Gimnasio MBA | 24 de marzo |
| Centauros de Chihuahua | 112 - 99  | Indios de Ciudad Juárez | Gimnasio MBA | 25 de marzo |
| Soles de Ojinaga       | 103 - 93  | Toros de Torreón        | Gimnasio MBA | 26 de marzo |

| Indios de Ciudad Juárez | 99 - 116 | Dorados Capital         | Gimnasio MBA | 27 de marzo |
| Soles de Ojinaga        | 92 - 105 | Centauros de Chihuahua  | Gimnasio MBA | 27 de marzo |
| Toros de Torreón        | 114 - 92 | Potros de Casas Grandes | Gimnasio MBA | 28 de marzo |

| Dorados Capital         | 104 - 102 | Toros de Torreón       | Gimnasio MBA | 31 de marzo |
| Potros de Casas Grandes | 84 - 108  | Centauros de Chihuahua | Gimnasio MBA | 1 de abril  |
| Indios de Ciudad Juárez | 94 - 110  | Soles de Ojinaga       | Gimnasio MBA | 2 de abril  |

| Centauros de Chihuahua  | 98 - 99  | Toros de Torreón        | Gimnasio MBA | 3 de abril |
| Potros de Casas Grandes | 96 - 111 | Indios de Ciudad Juárez | Gimnasio MBA | 3 de abril |
| Soles de Ojinaga        | 90 - 86  | Dorados Capital         | Gimnasio MBA | 4 de abril |

| Toros de Torreón | 109 - 114 | Indios de Ciudad Juárez | Gimnasio MBA | 7 de abril |
| Dorados Capital  | 110 - 97  | Centauros de Chihuahua  | Gimnasio MBA | 8 de abril |
| Soles de Ojinaga | 112 - 105 | Potros de Casas Grandes | Gimnasio MBA | 9 de abril |

| Indios de Ciudad Juárez | 91 - 98  | Centauros de Chihuahua | Gimnasio MBA | 10 de abril |
| Toros de Torreón        | 92 - 90  | Soles de Ojinaga       | Gimnasio MBA | 10 de abril |
| Potros de Casas Grandes | 90 - 113 | Dorados Capital        | Gimnasio MBA | 11 de abril |

Fuente: Rol de Juegos LBE 2021

### Playoffs
|  | Semifinales      | Semifinales            | Semifinales      |                  |   | Final                    | Final                    | Final                    |  |
|  | 15 - 25 de abril | 15 - 25 de abril       | 15 - 25 de abril |                  |   | 28 de abril - 11 de mayo | 28 de abril - 11 de mayo | 28 de abril - 11 de mayo |  |
|  |                  |                        |                  |                  |   |                          |                          |                          |  |
|  |                  |                        |                  |                  |   |                          |                          |                          |  |
|  | 1                | Dorados Capital        | 3                |                  |   |                          |                          |                          |  |
|  | 1                | Dorados Capital        | 3                |                  |   |                          |                          |                          |  |
|  | 4                | Toros de Torreón       | 0                |                  |   |                          |                          |                          |  |
|  | 4                | Toros de Torreón       | 0                |                  | 1 | Dorados Capital          | 4                        |                          |  |
|  |                  |                        |                  |                  | 1 | Dorados Capital          | 4                        |                          |  |
|  |                  |                        | 3                | Soles de Ojinaga | 3 |                          |                          |                          |  |
|  | 2                | Centauros de Chihuahua | 3                | Soles de Ojinaga | 3 | 0                        |                          |                          |  |
|  | 2                | Centauros de Chihuahua |                  |                  |   | 0                        |                          |                          |  |
|  | 3                | Soles de Ojinaga       | 3                |                  |   |                          |                          |                          |  |
|  | 3                | Soles de Ojinaga       | 3                |                  |   |                          |                          |                          |  |
|  |                  |                        |                  |                  |   |                          |                          |                          |  |

### Semifinales

#### (1)Dorados Capitalvs. (4)Toros de Torreón
| 15 de abril, 20:00 | Dorados Capital       | 98–97 | Toros de Torreón | Chihuahua, Chihuahua   |
|                    | Parciales: -, -, -, - |       |                  |                        |
|                    |                       |       |                  | Pabellón: Gimnasio MBA |

| 17 de abril, 18:00 | Dorados Capital       | 114–106 | Toros de Torreón | Chihuahua, Chihuahua   |
|                    | Parciales: -, -, -, - |         |                  |                        |
|                    |                       |         |                  | Pabellón: Gimnasio MBA |

| 21 de abril, 20:00 | Toros de Torreón      | 116–122 | Dorados Capital | Chihuahua, Chihuahua   |
|                    | Parciales: -, -, -, - |         |                 |                        |
|                    |                       |         |                 | Pabellón: Gimnasio MBA |

##### (2)Centauros de Chihuahuavs. (3)Soles de Ojinaga
| 16 de abril, 20:00 | Centauros de Chihuahua | 83–118 | Soles de Ojinaga | Chihuahua, Chihuahua   |
|                    | Parciales: -, -, -, -  |        |                  |                        |
|                    |                        |        |                  | Pabellón: Gimnasio MBA |

| 18 de abril, 16:00 | Centauros de Chihuahua | 97–114 | Soles de Ojinaga | Chihuahua, Chihuahua   |
|                    | Parciales: -, -, -, -  |        |                  |                        |
|                    |                        |        |                  | Pabellón: Gimnasio MBA |

| 22 de abril, 20:00 | Soles de Ojinaga      | 94–92 | Centauros de Chihuahua | Chihuahua, Chihuahua   |
|                    | Parciales: -, -, -, - |       |                        |                        |
|                    |                       |       |                        | Pabellón: Gimnasio MBA |

### Final

#### (1)Dorados Capitalvs. (3)Soles de Ojinaga
| 28 de abril, 20:00 | Dorados Capital       | 112–124 | Soles de Ojinaga | Chihuahua, Chihuahua   |
|                    | Parciales: -, -, -, - |         |                  |                        |
|                    |                       |         |                  | Pabellón: Gimnasio MBA |

| 30 de abril, 20:00 | Dorados Capital       | 102–123 | Soles de Ojinaga | Chihuahua, Chihuahua   |
|                    | Parciales: -, -, -, - |         |                  |                        |
|                    |                       |         |                  | Pabellón: Gimnasio MBA |

| 3 de mayo, 20:00 | Soles de Ojinaga      | 88–106 | Dorados Capital | Chihuahua, Chihuahua   |
|                  | Parciales: -, -, -, - |        |                 |                        |
|                  |                       |        |                 | Pabellón: Gimnasio MBA |

| 5 de mayo, 20:00 | Soles de Ojinaga      | 87–100 | Dorados Capital | Chihuahua, Chihuahua   |
|                  | Parciales: -, -, -, - |        |                 |                        |
|                  |                       |        |                 | Pabellón: Gimnasio MBA |

| 7 de mayo, 20:00 | Dorados Capital       | 112–107 | Soles de Ojinaga | Chihuahua, Chihuahua   |
|                  | Parciales: -, -, -, - |         |                  |                        |
|                  |                       |         |                  | Pabellón: Gimnasio MBA |

| 9 de mayo, 16:00 | Soles de Ojinaga      | 127–122 | Dorados Capital | Chihuahua, Chihuahua   |
|                  | Parciales: -, -, -, - |         |                 |                        |
|                  |                       |         |                 | Pabellón: Gimnasio MBA |

| 11 de mayo, 20:00 | Dorados Capital       | 93–88 | Soles de Ojinaga | Chihuahua, Chihuahua   |
|                   | Parciales: -, -, -, - |       |                  |                        |
|                   |                       |       |                  | Pabellón: Gimnasio MBA |